# Высоково (Нежитинское сельское поселение)
Высоково — деревня в Макарьевском районе Костромской области. Входит в состав Нежитинского сельского поселения.

## География
Находится в юго-восточной части Костромской области на расстоянии приблизительно 53 км на юг-юго-запад по прямой от районного центра города Макарьев недалеко от правого берега Унжи.

## История
Основана в середине XVIII века. В 1872 году здесь было учтено 10 дворов года, в 1907 году отмечен был 21 двор. В годы коллективизации был основан колхоз «Большевик», позднее работал «Новая Жизнь». Перед Великой Отечественной войной (1940 год) количество дворов выросло до 32.

## Население
Постоянное население составляло 74 человека (1870 год), 88 (1897), 118 (1907), 160 (1940), 11 в 2002 году (русские 91 %), 6 в 2022.